# Staufermedaille

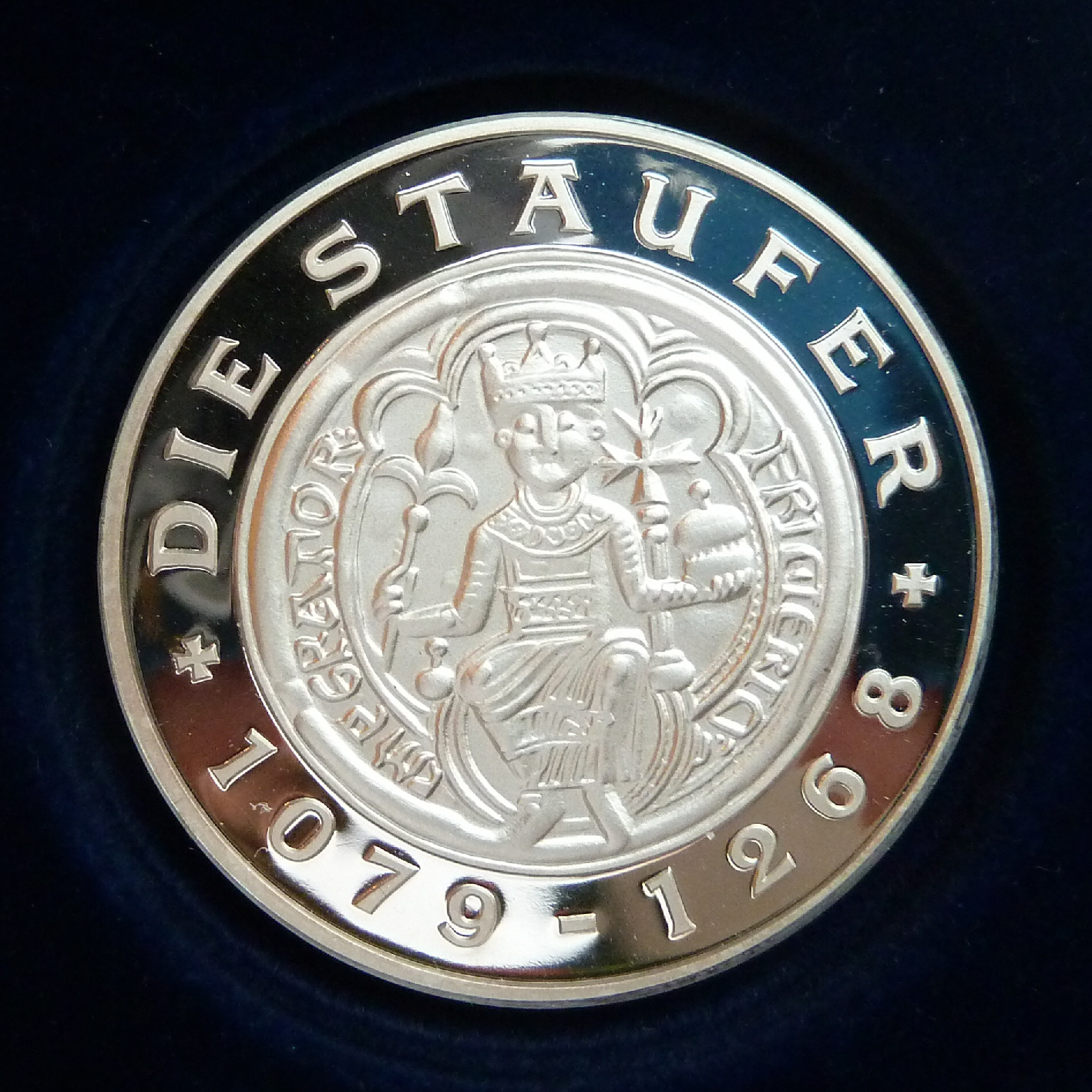
Vorderseite

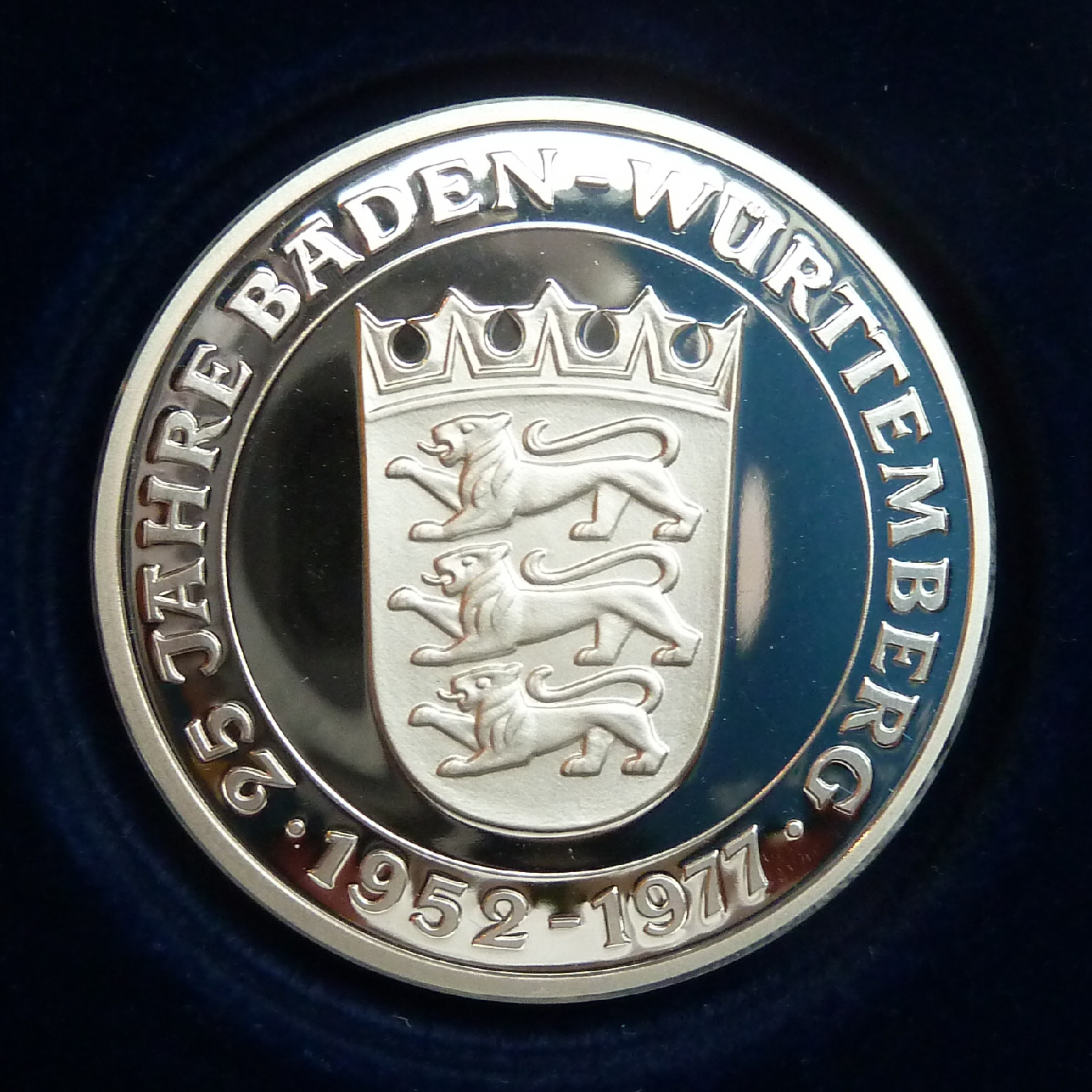
Rückseite

Die Staufermedaille ist eine besondere, persönliche Auszeichnung des Ministerpräsidenten von Baden-Württemberg für Verdienste um das Land Baden-Württemberg.

## Geschichte und Beschreibung
Die Staufermedaille wurde 1977 anlässlich der Ausstellung Die Zeit der Staufer. Geschichte, Kunst, Kultur und des Staufer-Jahres 1977 in Baden-Württemberg erstmals geprägt und herausgegeben.
Die Vergabekriterien für die Medaille sind folgendermaßen festgelegt:

„Die Staufermedaille ist eine besondere, persönliche Auszeichnung des Ministerpräsidenten für Verdienste um das Land Baden-Württemberg und seine Bevölkerung. Sie wird in der Regel in Silber vergeben, in seltenen Fällen auch in Gold. Auch mit der Staufermedaille sollen Verdienste um das Gemeinwohl geehrt werden, die über die eigentlichen beruflichen Pflichten hinaus im Rahmen eines in der Regel ehrenamtlichen, gesellschaftlichen oder bürgerschaftlichen Engagements erworben wurden und über viele Jahre hinweg erbracht worden sind. Jedermann kann formlos eine schriftliche Anregung beim Staatsministerium einbringen.“

Die Ehrung mit der Staufermedaille ist mit einer Urkunde des Ministerpräsidenten verbunden, in der er Dank und Anerkennung für die Verdienste der geehrten Persönlichkeit(en) um das Land Baden-Württemberg zum Ausdruck bringt.
Einschließlich der Staufermedaille vergibt das Land Baden-Württemberg drei allgemeine Auszeichnungen für Verdienste: Die Ehrennadel des Landes, die pro Jahr ungefähr 400-mal vergeben wird, die Staufermedaille, die pro Jahr ungefähr 50-mal vergeben wird, und den Landesverdienstorden, der pro Jahr ungefähr 30-mal vergeben wird.
Die Vorderseite der Medaille trägt die Inschrift „Die Staufer + 1079 – 1268 +“ und bezieht sich auf das schwäbische Adelsgeschlecht der Staufer. 1079 machte König Heinrich IV. seinen Schwiegersohn Friedrich zum Herzog von Schwaben. Mit der Hinrichtung Konradins in Neapel 1268 endete die Herrschaft der Staufer sowohl in Italien als auch in Deutschland.
Die Vorderseite der Medaille zeigt ein Thronbild von Kaiser Friedrich I. Barbarossa, streng frontal, angelehnt an die spätantike und byzantinische Tradition der Herrscherdarstellung mit Reichskrone, Friedenszepter, Reichskreuz und Sphaira, den Reichsinsignien des römisch-deutschen Reiches. Die Rückseite zeigt das Wappen mit den drei Löwen, das seit König Heinrich (VII.), dem ältesten Sohn und Mitkönig Friedrichs II., von den Staufern geführt wurde und seit 1952 das Wappen des Landes Baden-Württemberg ist.  Barbarossa hatte nur einen Löwen im Familienwappen, seine Söhne nahmen einen zweiten welfischen Löwen hinzu und der dritte wurde 1220 hinzugefügt.
Das Drei-Löwen-Wappen ist mit der folgenden Herrschaft der Habsburger nicht untergegangen. Die Landvogteien in Ober- und Niederschwaben führten es im Mittelalter ebenso wie später der Schwäbische Reichskreis. Napoleon verwendete es für das Königreich Württemberg und die Bayern seit 1806 für ihr Staatswappen. Das Drei-Löwen-Wappen erinnert an eine für alle früheren Landesteile gleichermaßen gemeinsame Geschichte und Tradition.
An der Gestaltung der Medaille waren die Medailleure Hubert Alter Zimmermann und Wolfgang Theodor Döhm beteiligt, ferner die Staatliche Münze, insbesondere deren vormaliger Leiter Karl Förster sowie die Sachverständigen Decker-Hauff, Brudi, Himmelein und Cichy.

## Stufen des Verdienstordens
Die Staufermedaille wird in der Regel in Silber vergeben, in seltenen Fällen auch in Gold.